# Pedro Subercaseaux
Pour les articles homonymes, voir Famille Subercaseaux.

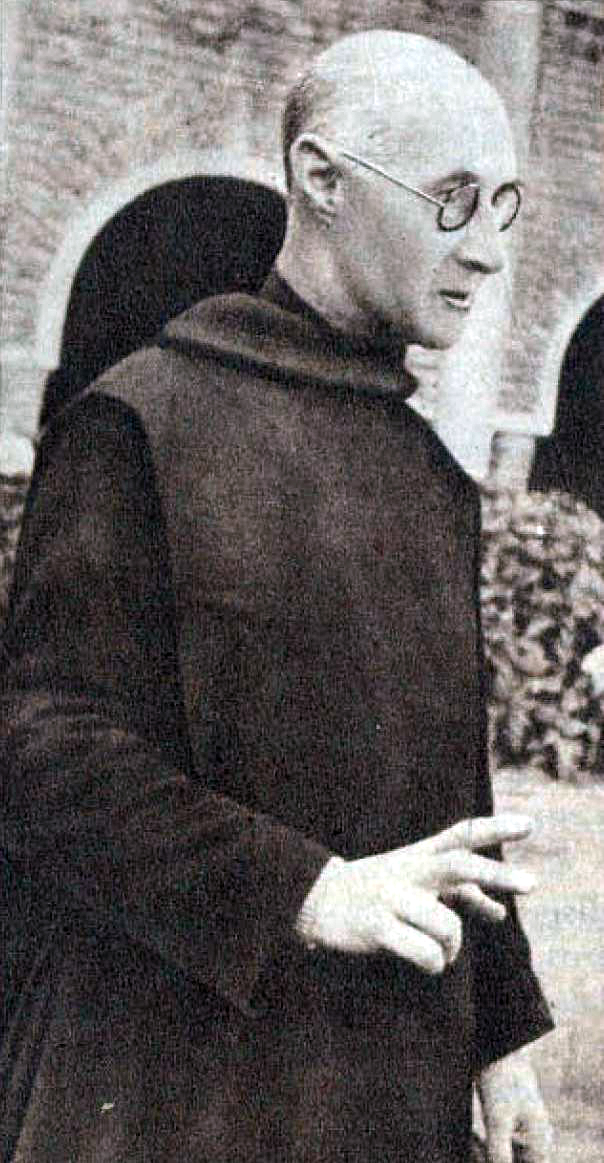
Pedro Subercaseaux, ayant revêtu l’habit de moine bénédictin.

Pedro León Maximiano María Subercaseaux Errázuriz, né le 10 décembre 1880 à Rome, et mort le 3 janvier 1956 à Santiago du Chili, est un peintre chilien, qui s’illustra en particulier par un ensemble de tableaux historiques, mettant en scène des épisodes de l’histoire du Chili ainsi que les coutumes anciennes du pays, et se caractérisant par une mise en avant et un traitement minutieux des détails dans les personnages représentés. Il se signala par ailleurs en étant l’auteur, sous le pseudonyme de Lustig, d’une des premières séries de bande dessinée publiées dans son pays, intitulée Federico Von Pilsener,. Son art se déploya également dans des dessins et portraits de saints, plus particulièrement de saint François d’Assise.

## Biographie

### Débuts artistiques
Fils de l’ambassadeur et peintre Ramón Subercaseaux Vicuña et d’Amalia Errázuriz Urmeneta,, tous deux issus de familles en vue et aisées de Santiago du Chili, et frère aîné du diplomate et athlète olympique Luis Subercaseaux, Pedro Subercaseaux effectua ses études en Europe, tout en développant sa vocation artistique sous l’égide éducative de son père. En 1896, il s’inscrivit à l’Académie supérieure des Beaux-Arts de Berlin, puis, en 1899, se forma dans l’atelier de Lorenzo Vallés et à l’École libre de Rome. En 1900, il se transporta à Paris pour se perfectionner à l’Académie Julian.
Sous le pseudonyme de P.S., il travailla à partir de 1902 comme dessinateur pour le journal El Diario Ilustrado. En 1906, devenu, sous le pseudonyme de Lustig, caricaturiste pour le compte de la revue Zig-Zag, il créa Un alemán en Chile (« Un Allemand au Chili »), qui passe pour être la première bande dessinée chilienne, ; le personnage principal, Federico Von Pilsener, professeur allemand chargé de rédiger une étude sur les mœurs chiliennes, offre à l’auteur un prisme à travers lequel plaisanter les défauts et manies de ses concitoyens.

### Mariage avec Elvira Lyon Otaégui et entrée dans les ordres
En 1907, Pedro Subercaseaux épousa Elvira Lyon Otaégui, avec qui il partageait le goût des arts, de la littérature et de la religion.
Vers 1910, à l’occasion du centenaire de la révolution de Mai, il réalisa, sur les instances de l’historien argentin Adolfo Carranza, une série de tableaux représentant des scènes emblématiques de ladite révolution, telle que le cabildo ouvert de Buenos Aires, ainsi que les portraits de quelques-uns des protagonistes des événements de mai 1810, tel que celui – canonique quoique fictif – de Mariano Moreno.
À partir de 1913, il travailla pour la revue Pacífico Magazine, se consacrant plus particulièrement à l’illustration de livres, notamment les Légendes coloniales de l’écrivain et journaliste Joaquín Díaz Garcés, ainsi que les contes et romans policiers d’Alberto Edwards. Vers la même époque, il se vit confier plusieurs grandes commandes, comme la décoration de grands espaces publics ; il orna ainsi de ses peintures murales la bourse de commerce de Santiago, le bâtiment du Diario Ilustrado et celui de l’Intendance de Santiago.
Cependant, après la Première Guerre mondiale, Subercaseaux, sous l’empire d’une étude qu’il avait lui-même effectuée en Italie sur saint François d’Assise en vue d’en réaliser le portrait, estima qu’il devait désormais consacrer son existence à vivre une spiritualité religieuse pleine, et fut porté ainsi à prendre une des décisions les plus difficiles de sa vie, affrontant conjointement avec son épouse l’épreuve d’amour la plus grande : solliciter auprès du pape l’autorisation de se séparer afin de pouvoir mener chacun de son côté une vie entièrement vouée à Dieu, Pedro comme moine bénédictin et Elvira recluse dans un couvent de Tolède.

### Un art sous le signe de la religion
En 1925, alors qu’il était déjà entré dans le monastère bénédictin de Notre-Dame de Quarr, sur l’île de Wight, en Angleterre, la maison d’édition Marshall Jones Company de Boston aux États-Unis fit paraître un livre contenant une série d’aquarelles de sa main sur la vie de saint François d’Assise, dont le texte d’accompagnement avait été écrit par le poète danois Johannes Jørgensen. De même, il illustra un livre de prières pour enfants pour le compte de l’éditeur Burn & Oates en 1930, et dessina la vie de saint Benoît.
En 1938, il fut envoyé au Chili avec la mission de fonder un monastère bénédictin dans la capitale chilienne. Il réalisa des dessins de la cathédrale Saint-Ambroise de Linares au Chili, dont son frère Juan Subercaseaux était alors l'évêque.
Pedro Subercaseaux meurt à Santiago le 3 janvier 1956 à l'âge de 75 ans.